# Euphorbia esuliformis
Euphorbia esuliformis là một loài thực vật có hoa trong họ Đại kích. Loài này được Nees & Schauer mô tả khoa học đầu tiên năm 1847.